# 小笠原長房 (旗本)
小笠原 長房（おがさわら ながふさ）は、戦国時代末期から江戸時代前期にかけての武将。北条氏に仕えた後に徳川氏に仕えて江戸幕府旗本となった。

## 生涯
小笠原康広の子。母は北条為昌の娘（北条氏康の養女）・種徳寺殿。
天正2年（1574年）2月19日付の北条氏政判物によって、小笠原氏の家督が孫増に譲られたことが知られる。『寛政重修諸家譜』は、これを小笠原元続から嫡男・康広への家督継承として孫増＝康広とするが、既に壮年で氏康の一字を得ている康広がこの名乗りをしたとは考えにくく、近年の研究者はこれを康広から長房への家督継承としている。
天正18年（1590年）の小田原征伐の際には小田原城に籠城して氏直近習の士二十余人を指揮し、落城後は氏直に従って父とともに高野山に入った。天正19年（1591年）11月に氏直が死亡した後、文禄元年（1592年）に京において父康広とともに徳川家康に拝謁して旗本となり、慶長元年（1596年）に武蔵国多摩郡三田領今井郷のうちに350石を与えられた。
慶長5年（1600年）の関ヶ原の戦いの際に、徳川秀忠が真田昌幸が籠城する上田城を攻撃したのに従い、慶長19年に大坂の陣にも参戦した。元和9年（1623年）に大番組頭となった。
寛永5年（1628年）、秀忠の外孫で本多忠刻と千姫の娘（円盛院）が池田光政に輿入れする際に従い、池田家に赴いた。後に下総国香取郡に200石あまりの加増を受けた。寛永20年（1643年）12月7日に致仕して家督を嫡男・長真に譲った。